# Prologue du Tour d'Italie 2001
Pour un article plus général, voir Tour d'Italie 2001.
Le Prologue du Tour d'Italie 2001 a eu lieu le 19 mai 2001 entre les villes de Montesilvano et de Pescara sur une distance de 7,6 km. Elle a été remportée par le Belge Rik Verbrugghe (Lotto-Adecco) devant l'Italien Dario Frigo (Fassa Bortolo) et le Tchèque René Andrle (ONCE-Eroski). Verbrugghe porte le premier maillot rose de cette édition du Tour d'Italie à l'issue de l'étape.

## Classement de l'étape
| \| Classement de l'étape \| Classement de l'étape \| Classement de l'étape \| Classement de l'étape \| Classement de l'étape \| \| Coureur \| Coureur \| Pays \| Équipe \| Temps \| \| --------------------- \| --------------------- \| --------------------- \| ----------------------- \| --------------------- \| \| 1er \| Rik Verbrugghe \| Belgique \| Lotto-Adecco \| 7 min 44 s \| \| 2e \| Dario Frigo \| Italie \| Fassa Bortolo \| + 8 s \| \| 3e \| René Andrle \| Tchéquie \| ONCE-Eroski \| + 10 s \| \| 4e \| Jan Hruška \| Tchéquie \| ONCE-Eroski \| + 12 s \| \| 5e \| Andrea Peron \| Italie \| Fassa Bortolo \| + 13 s \| \| 6e \| Andrea Noè \| Italie \| Mapei-Quick Step \| + 14 s \| \| 7e \| Ruslan Ivanov \| Moldavie \| Alessio \| + 16 s \| \| 8e \| Isidro Nozal \| Espagne \| ONCE-Eroski \| + 17 s \| \| 9e \| Marco Velo \| Italie \| Mercatone Uno-Stream TV \| + 17 s \| \| 10e \| Abraham Olano \| Espagne \| ONCE-Eroski \| + 18 s \| |                |          |                         |            |
| |                |          |                         |            |
| |                |          |                         |            |
| Classement de l'étape |                |          |                         |            |
| Coureur | Coureur        | Pays     | Équipe                  | Temps      |
| 1er | Rik Verbrugghe | Belgique | Lotto-Adecco            | 7 min 44 s |
| 2e | Dario Frigo    | Italie   | Fassa Bortolo           | + 8 s      |
| 3e | René Andrle    | Tchéquie | ONCE-Eroski             | + 10 s     |
| 4e | Jan Hruška     | Tchéquie | ONCE-Eroski             | + 12 s     |
| 5e | Andrea Peron   | Italie   | Fassa Bortolo           | + 13 s     |
| 6e | Andrea Noè     | Italie   | Mapei-Quick Step        | + 14 s     |
| 7e | Ruslan Ivanov  | Moldavie | Alessio                 | + 16 s     |
| 8e | Isidro Nozal   | Espagne  | ONCE-Eroski             | + 17 s     |
| 9e | Marco Velo     | Italie   | Mercatone Uno-Stream TV | + 17 s     |
| 10e | Abraham Olano  | Espagne  | ONCE-Eroski             | + 18 s     |

## Classement général
Le classement général de l'épreuve reprend donc le classement de l'étape du jour, le Belge Rik Verbrugghe (Lotto-Adecco) devançant l'Italien Dario Frigo (Fassa Bortolo) de huit secondes et le Tchèque René Andrle (ONCE-Eroski) de dix.
| \| Classement général \| Classement général \| Classement général \| Classement général \| Classement général \| \| Coureur \| Coureur \| Pays \| Équipe \| Temps \| \| ------------------ \| ------------------ \| ------------------ \| ----------------------- \| ------------------ \| \| 1er \| Rik Verbrugghe \| Belgique \| Lotto-Adecco \| 7 min 44 s \| \| 2e \| Dario Frigo \| Italie \| Fassa Bortolo \| + 8 s \| \| 3e \| René Andrle \| Tchéquie \| ONCE-Eroski \| + 10 s \| \| 4e \| Jan Hruška \| Tchéquie \| ONCE-Eroski \| + 12 s \| \| 5e \| Andrea Peron \| Italie \| Fassa Bortolo \| + 13 s \| \| 6e \| Andrea Noè \| Italie \| Mapei-Quick Step \| + 14 s \| \| 7e \| Ruslan Ivanov \| Moldavie \| Alessio \| + 16 s \| \| 8e \| Isidro Nozal \| Espagne \| ONCE-Eroski \| + 17 s \| \| 9e \| Marco Velo \| Italie \| Mercatone Uno-Stream TV \| + 17 s \| \| 10e \| Abraham Olano \| Espagne \| ONCE-Eroski \| + 18 s \| |                |          |                         |            |
| |                |          |                         |            |
| |                |          |                         |            |
| Classement général |                |          |                         |            |
| Coureur | Coureur        | Pays     | Équipe                  | Temps      |
| 1er | Rik Verbrugghe | Belgique | Lotto-Adecco            | 7 min 44 s |
| 2e | Dario Frigo    | Italie   | Fassa Bortolo           | + 8 s      |
| 3e | René Andrle    | Tchéquie | ONCE-Eroski             | + 10 s     |
| 4e | Jan Hruška     | Tchéquie | ONCE-Eroski             | + 12 s     |
| 5e | Andrea Peron   | Italie   | Fassa Bortolo           | + 13 s     |
| 6e | Andrea Noè     | Italie   | Mapei-Quick Step        | + 14 s     |
| 7e | Ruslan Ivanov  | Moldavie | Alessio                 | + 16 s     |
| 8e | Isidro Nozal   | Espagne  | ONCE-Eroski             | + 17 s     |
| 9e | Marco Velo     | Italie   | Mercatone Uno-Stream TV | + 17 s     |
| 10e | Abraham Olano  | Espagne  | ONCE-Eroski             | + 18 s     |

## Classements annexes
| Pas de classement au terme de l'étape. | Pas de classement au terme de l'étape. |